# 甲型流感病毒H6N1亞型
H6N1（英語：Influenza A virus subtype H6N1，記作A(H6N1)或H6N1）是一種甲型流感病毒，是禽流感病毒或禽流感病毒的一個亞型。H6N1最初于2013年6月21日在台湾发现，首例患者是一名住在台湾彰化的20岁女性，她于5月5日发病，5月11日康复出院。该人无禽鸟接触史。至今未發現此病毒存在人传人现象。国家卫生计生委已经开始关注此病毒。